# Comuna Mokreț, Turiisk
Mokreț (în ucraineană Мокрець) este o comună în raionul Turiisk, regiunea Volînia, Ucraina, formată din satele Blajenîk, Mokreț (reședința), Turia și Turopîn.

## Demografie
Componența lingvistică a satului Mokreț
     Ucraineană (99,05%)
     Alte limbi (0,95%)
Conform recensământului din 2001, majoritatea populației satului Mokreț era vorbitoare de ucraineană (99,05%), existând în minoritate și vorbitori de alte limbi.